# Kai Linster
Kai Linster (* 17. Juni 1991) ist ein luxemburgischer Eishockeyspieler, der seit 2014 beim IHC Beaufort spielt. Seit 2016 nimmt er mit der Mannschaft an der belgischen National League Division I teil. Sein jüngerer Bruder Bob ist ebenfalls luxemburgischer Eishockeynationalspieler.

## Karriere
Kai Linster begann seine Karriere bei Hiversport Luxembourg, wo er bereits als 16-Jähriger in der luxemburgischen Liga eingesetzt wurde. Ab 2009 spielte er für Tornado Luxembourg in der französischen Division 3, der vierthöchsten Spielklasse des Landes. Seit 2014 steht er beim IHC Beaufort unter Vertrag. Mit dem Klub aus dem Kanton Echternach spielte er zunächst in der Rheinland-Pfalz-Liga, einer regionalen Spielklasse der fünften Leistungsstufe in Deutschland. Seit 2016 tritt er mit dem Team in der belgischen National League Division I, der zweithöchsten Spielklasse des Landes, an.

### International
Für die Herren-Mannschaft des Großherzogtums gab Linster bei der Weltmeisterschaft 2008 in der Division III. Dort spielte er auch bei den Weltmeisterschaften 2009, 2010, 2011, 2012, 2015 und 2017. Bei der Weltmeisterschaft 2018 spielte er erstmals in der Division II.

## Erfolge und Auszeichnungen
- 2017 Aufstieg in die Division II, Gruppe B, bei der Weltmeisterschaft der Division III